# Aeropuerto de Fond-du-Lac
El Aeropuerto de Fond-du-Lac (del inglés: Fond-du-Lac Airport) (IATA: ZFD, OACI: CZFD) está ubicado a 1 MN (1,9 km) al norte de Fond-du-Lac, Saskatchewan, Canadá.

## Aerolíneas y destinos
- Transwest Air
  - La Ronge / Aeropuerto de La Ronge
  - Prince Albert / Aeropuerto de Prince Albert
  - Regina / Aeropuerto Internacional de Regina
  - Saskatoon / Aeropuerto Internacional de Saskatoon John G. Diefenbaker
  - Stony Rapids / Aeropuerto de Stony Rapids
  - Uranium City / Aeropuerto de Uranium City